# Bloor Homes Eastleigh Classic
De Bloor Homes Eastleigh Classic was een jaarlijks golftoernooi voor vrouwen in Engeland, dat deel uitmaakte van de Ladies European Tour. Het toernooi werd opgericht in 1984 en de laatste editie werd gehouden in 1991. Het vond telkens plaats op de Fleming Park Golf Club in Eastleigh, Hampshire.

## Winnaressen
JS Bloor Eastleigh Classic
- 1984:  Dale Reid

Bloor Homes German Open
- 1985:  Christine Sharp

Bloor Homes Eastleigh Classic
- 1986:  Debbie Dowling
- 1987:  Trish Johnson
- 1988:  Corinne Dibnah
- 1989:  Debbie Dowling
- 1990:  Trish Johnson
- 1991:  Dale Reid